# Apoecides madagascariensis
Apoecides madagascariensis är en insektsart som beskrevs av Bolívar, C. 1914. Apoecides madagascariensis ingår i släktet Apoecides och familjen vårtbitare. Inga underarter finns listade i Catalogue of Life.